# Melisso di Samo
Melisso di Samo (in greco antico: Μέλισσος ὁ Σάμιος?, Mélissos ó Sámios; Samo, 470 a.C. circa – ...) è stato un filosofo e militare greco antico.
Nacque e visse a Samo nel V secolo a.C., impegnandosi nella vita politica e militare, in particolare guidando alla vittoria la flotta dei Sami nella battaglia del 442 a.C. contro gli ateniesi.
Elemento cardine del suo pensiero filosofico è la problematica ontologica cara a Parmenide, alle cui concezioni egli apportò alcune piccole, ma significative modifiche, destinate ad avere un notevole peso nella storia della riflessione sull'essere.

## Vita
Non si possiedono molte informazioni riguardanti la vita di Melisso. Potrebbe essere nato intorno al 470 a.C., mentre la data di morte è ignota. Il poco che si conosce del filosofo è prevalentemente riportato in un breve passo della Vita di Pericle di Plutarco. Fu il comandante della flotta di Samo e sconfisse Pericle e la flotta ateniese nel 441 a.C.
Plutarco sostiene che Aristotele disse che Melisso aveva sconfitto Pericle anche in una battaglia precedente. Nella Vita di Temistocle, Plutarco smentisce l'affermazione di Stesimbroto di Taso, secondo cui Melisso era tenuto in grande considerazione da Temistocle, affermando che egli confonde Temistocle e Pericle. Melisso aveva fama di essere stato allievo di Parmenide e maestro di Leucippo, sebbene sia necessario considerare queste affermazioni con una buona dose di scetticismo.

## Pensiero

### L'essere
Anche Melisso, come Zenone, approfondì alcune teorie del maestro Parmenide, allo scopo di difendere l'unicità e l'immobilità dell'essere vero, contro l'illusorietà del mondo sensibile, che si presentava invece molteplice ed in movimento. 
Nel compiere quest'opera apologetica, tuttavia, Melisso arrivò a modificare una teoria di Parmenide, ossia la concezione della finitezza spaziale dell'essere. 
Parmenide infatti aveva immaginato il suo essere come una “ben rotonda sfera”, poiché solo così delimitato e definito poteva risultare perfetto e compiuto. 
Melisso invece giunse alla concezione di un essere infinito (non chiuso, non delimitato) dal punto di vista spaziale partendo dall'approfondimento dell'infinità temporale o eternità, che anche Parmenide aveva ammesso: egli quindi dimostrò che l'infinità spaziale e quella temporale si implicavano a vicenda e quindi erano strettamente connesse. 
Melisso ribadì il concetto secondo cui non si poteva sostenere che l'essere fosse stato generato e fosse destinato a finire, poiché ciò avrebbe implicato la limitazione e la derivazione dell'essere da qualcosa di diverso da esso, cioè il non essere: ma ciò era insostenibile e contraddittorio poiché il nulla non poteva generare il suo opposto, ossia l'essere; l'essere pertanto non era nato dal nulla né finiva nel nulla perché non aveva alcun inizio ed alcuna fine, quindi risultava al di là del tempo, era cioè un infinito temporale in cui presente, passato e futuro coincidevano. L'essere, infatti, era sempre stato, era e sempre sarà. 
Quest'infinità temporale non si conciliava però con l'idea parmenidea di un essere sferico e quindi spazialmente delimitato e chiuso. L'ammissione di una finitezza spaziale appariva infatti a Melisso altrettanto insostenibile e contraddittoria quanto l'analoga finitezza temporale: non si poteva pensare che l'essere metafisico potesse risultare finito nello spazio poiché in tal caso esso sarebbe stato determinato e limitato dal suo contrario, cioè dal nulla. 
Ma il non essere, proprio perché non era, non poteva limitare l'essere, non poteva racchiuderlo e comprenderlo. Bisognava pertanto affermare che l'essere vero e profondo fosse infinito anche dal punto di vista spaziale: in questo modo Melisso modificò un aspetto significativo della filosofia del maestro.
Un tale essere non possedeva evidentemente alcuna forma, non era cioè composto da parti, ma si presentava infinitamente esteso nello spazio e nel tempo e sempre identico a se stesso. 
Definiti questi concetti, Melisso derivò in modo rigoroso gli attributi fondamentali che caratterizzavano l'essere, unicità, pienezza ed immobilità: 
- Il vero essere era unico poiché se ce ne fossero stati due si sarebbero limitati a vicenda, ammettendo così il nulla;
- Era pieno e continuo nel senso che non conteneva il vuoto, che avrebbe implicato il non essere, giacché vuoto significava assenza di essere, quindi nulla;
- Era omogeneo poiché non c'era un di più o un di meno di essere;
- Era incorporeo (in greco antico: ἀσώματος, trasl. a-sōmatos): per la prima volta nella storia della filosofia si afferma esplicitamente che l'Essere non abbia corpo, pur coniugando finitezza in sé e per sé con l'infinita estendibilità nello spazio e nel tempo.[6];
- Era anche Ápeiron: illimitato e quindi infinito[7], indefinito e quindi indeterminato. La sua natura determinava anche la proprietà dell'onnicomprensività: nulla è al di fuori di esso. L'Essere viene identificato con la natura;
- Era infine immobile, giacché non poteva subire alcuna diminuzione o alcun accrescimento, non conosceva divenire, alterazione o spostamento.

A proposito della natura inalterabile dell'essere, Melisso sviluppò il celebre argomento del capello col quale fece notare che se l'essere si fosse alterato, in diecimila anni, anche di un solo capello, si sarebbe autodistrutto, poiché il divenire altro, sia pure in misura minima, avrebbe comportato la fine di ciò che l'essere era prima e la conseguente nascita del non essere.

### L'errore dei sensi
Per Melisso i sensi sbagliano sempre e su di essi non si può far affidamento, in quanto non arrivano a cogliere le cose eterne, dunque l'essere, mentre la ragione è capace di coglierle appieno.
Quindi vengono esclusi i "molti" (che verranno ripresi poi dai pluralisti), in quanto corruttibili e soggetti al cambiamento.

## La critica di Aristotele e Ippocrate
Aristotele considerò Melisso come un filosofo rozzo in quanto le sue convinzioni andavano contro la prova tangibile dei fatti. Secondo lo Stagirita non poteva esistere una sostanza infinita ed incorruttibile. L'infinito poteva essere attribuito alla quantità (un predicato) e non alla categoria principale (la sostanza), ad esempio: ci possono essere infinite piante, ma non una pianta infinita.
Secondo Ippocrate, Melisso teorizzò l'esistenza di una sostanza ingenerata e imperitura comune ai quattro elementi (acqua, terra, aria e fuoco), che costituirebbe il corpo umano e che dopo di lui fu chiamata materia. Melisso l'avrebbe identificata con l'Uno e con il Tutto.

Scrive in proposito Luciano De Crescenzo: 

## Ulteriori considerazioni
Ulteriori considerazioni pongono Melisso di Samo in relazione a Parmenide e al pensiero successivo.
Il frammento 7 di Melisso (edizione Diels-Kranz) negava esplicitamente l'esistenza del vuoto, distanziandosi quindi dall'atomismo di Democrito. Ciò è riconducibile all'incorporeità dell'Essere e alla sua infinita estensione (o estendibilità), che mal si concilierebbero con gli atomi corporei (in greco antico: ἄτομα σώματα, trasl. atoma sōmata) e indivisibili di cui Democrito affermava dogmaticamente l'esistenza.

 
Il frammento 1 di Melisso (edizione Diels-Kranz) afferma: 
(Melisso)
 Si tratta della prima formulazione del principio scientifico Ex nihilo nihil. Nello stesso tempo, il testo citato ribadiva la concezione parmenidea dell'essere come atemporale e come Eterno presente.